# 포천 송우리 태봉
포천 송우리 태봉은 대한민국 경기도 포천시 소흘읍 송우리에 있다. 1986년 4월 9일 포천시의 향토유적 제17호로 지정되었다.

## 개요
고려시대 정희 왕녀의 태봉이다.